# The Power of Madonna
«The Power of Madonna» (рус. Сила Мадонны) — пятнадцатый эпизод первого сезона американского музыкального телесериала «Хор», срежиссированный Райаном Мёрфи и показанный телеканалом Fox 20 апреля 2010 года. По сюжету, Сью Сильвестр требует, чтобы в школе играла музыка певицы Мадонны, которая является её кумиром, и Уилл Шустер решает устроить в хоре тематическую неделю Мадонны. Эпизод стал трибьютом и данью уважения певице; было исполнено восемь кавер-версий её песен, в то время как сама Мадонна предоставила «Хору» права на использование полного каталога своих композиций. Все исполненные в эпизоде песни были записаны на студии и изданы в качестве отдельного альбома Glee: The Music, The Power of Madonna, выпущенного 20 апреля.

## Сюжет
Сью Сильвестр (Джейн Линч), тренер команды поддержки, решат использовать музыку Мадонны для номеров своих подопечных. Продолжая шантажировать директора Фиггинса (Айкбал Теба), Сью добивается того, что песни Мадонны транслируются по школьному интеркому в течение дня. Уилл Шустер (Мэтью Моррисон) невольно становится свидетелем разговора между женской половиной хора, которая обсуждает личные проблемы. Рейчел (Лиа Мишель) просит у девушек консультации на тему того, что делать, если парень склоняет тебя к сексу, а Тина (Дженна Ашковиц) говорит, что Арти (Кевин Макхейл) просит её носить более открытую одежду, если она хочет быть с ним. Когда Уилл становится свидетелем тренировки команды поддержки, где девушки наравне с мальчиками выполняют сложные акробатические трюки, он решает устроить тематическую неделю Мадонны, чтобы уравнять статус между мужской и женской частью своего коллектива. Девушки подготавливают номер под композицию «Express Yourself», а также Рейчел вместе с Финном (Кори Монтейт) поют мэшап песен «Borderline» и «Open Your Heart».
Когда Уилл высмеивает стиль одежды Сью, Курт (Крис Колфер) и Мерседес (Эмбер Райли) помогают ей сделать макияж и подобрать костюмы и вместе с мужской половиной хора исполнить кавер-версию песни «Vogue». Идея с Мадонной касается и Эммы Пилсберри (Джейма Мейс). Она заявляет Уиллу, что намерена в ближайший вечер переспать с ним. Сантана (Ная Ривера) предлагает Финну то же самое, а Джесси Сент-Джеймс (Джонатан Грофф) — Рейчел. Три пары каждый в своей ситуации поют песню «Like a Virgin». В конце концов, Эмма и Рейчел отказываются от затеи, а Финн занимается сексом с Сантаной. Финн скрывает это от Рейчел, считая, что это было ошибкой.
Джесси переводится в школу МакКинли и оставляет «Вокальный адреналин». Он присоединяется к «Новым горизонтам», что позволяет им с Рейчел больше не скрывать свои отношения. Однако хористы относятся к нему недоверчиво — они все ещё подозревают его в шпионаже, а также боятся, что Уилл будет отдавать ему лучшие соло как более опытному вокалисту. В отместку Курт и Мерседес присоединяются к команде поддержки и исполняют дуэтом композицию «4 Minutes». Они недовольны, что у них отсутствуют сольные партии в хоре. Мальчики поют песню «What It Feels Like for a Girl» и решают начать относиться лучше к своим подругам. Арти извиняется перед Тиной, что пытался контролировать её внешний вид. Эпизод заканчивается приветствием Джесси Финном и его согласием на отношения Джесси и Рейчел, несмотря на то, что он ещё испытывает к ней чувства. В финале хористы поют песню «Like a Prayer» вместе с церковным хором, и Курт вместе с Мерседес исполняет сольную партию.

## Реакция
В США эпизод посмотрели 12,98 млн человек, что на тот момент стало вторым результатом после предыдущего эпизода. В Великобритании серию увидело 1,9 млн человек, и это позволило сериалу удержать статус самого рейтингового шоу на кабельных телеканалах. В Канаде «The Power of Madonna» посмотрели 2, 096 млн телезрителей и шоу заняло шестую строчку в недельном рейтинге, что стало лучшим результатом сериала. В Австралии серия заняла 11 строчку с количеством просмотров 1,42 млн.
Эпизод получил преимущественно положительные отзывы. Тим Стэк из Entertainment Weekly и Али Семигран из MTV назвали его «лучшим эпизодом сериала» на тот момент, а Бобби Хакинсон из Houston Chronicle — «самым приятным телевизионным часом всех времён». Однако Тод ВандДерВерфф из The A.V. Club отметил, что большое количество музыкальных выступлений вышло слегка несбалансированным в сравнении с остальными сериями. Сама Мадонна одобрила серию, назвав её «блестящей во всех отношениях». Эпизод стал лауреатом премии Creative Arts Emmy Award в категории «Лучшее микширование звука в эпизоде комедийного или драматического сериала (один час)», а Джейн Линч за свою роль в серии получила прайм-тайм премию Эмми в номинации «Лучшая женская роль второго плана в телесериале — комедия или мюзикл».